# Rząd Josefa Tošovskiego
Rząd Josefa Tošovskiego – rząd Czech pod kierownictwem Josefa Tošovskiego, powołany i zaprzysiężony 2 stycznia 1998, składający się z przedstawicieli Unii Chrześcijańskiej i Demokratycznej – Czechosłowackiej Partii Ludowej, Partii Chrześcijańsko-Demokratycznej i Obywatelskiego Sojuszu Demokratycznego. Urzędował do 22 lipca 1998.

## Skład rządu[1]
| Stanowisko                                          | Minister          | Ugrupowanie | Okres urzędowania                |
| --------------------------------------------------- | ----------------- | ----------- | -------------------------------- |
| Premier                                             | Josef Tošovský    | bezpartyjny | od 2 stycznia 1998               |
| Wicepremier Minister rolnictwa                      | Josef Lux         | KDU-ČSL     | od 2 stycznia 1998               |
| Wicepremier Minister spraw zagranicznych            | Jaroslav Šedivý   | bezpartyjny | od 2 stycznia 1998               |
| Minister spraw wewnętrznych                         | Cyril Svoboda     | KDU-ČSL     | od 2 stycznia 1998               |
| Minister przemysłu i handlu                         | Karel Kühnl       | ODA         | od 2 stycznia 1998               |
| Minister rozwoju regionalnego                       | Jan Černý         | ODS/US      | od 2 stycznia 1998               |
| Minister transportu i komunikacji                   | Petr Moos         | bezpartyjny | od 2 stycznia 1998               |
| Minister środowiska                                 | Jiří Skalický     | ODA         | 2 stycznia 1998 – 20 lutego 1998 |
| Minister środowiska                                 | Martin Bursík     | bezpartyjny | 27 lutego 1998 – 17 lipca 1998   |
| Minister sprawiedliwości                            | Vlasta Parkanová  | ODA         | od 2 stycznia 1998               |
| Minister finansów                                   | Ivan Pilip        | ODS/US      | od 2 stycznia 1998               |
| Minister pracy i spraw socjalnych                   | Stanislav Volák   | ODS/US      | od 2 stycznia 1998               |
| Minister zdrowia                                    | Zuzana Roithová   | bezpartyjna | od 2 stycznia 1998               |
| Minister szkolnictwa, młodzieży i sportu            | Jan Sokol         | bezpartyjny | od 2 stycznia 1998               |
| Minister kultury                                    | Martin Stropnický | bezpartyjny | od 2 stycznia 1998               |
| Minister obrony                                     | Michal Lobkowicz  | ODS/US      | od 2 stycznia 1998               |
| Minister bez teki Rzecznik prasowy rządu            | Vladimír Mlynář   | bezpartyjny | od 2 stycznia 1998               |
| Minister bez teki Przewodniczący Rady Legislacyjnej | Miloslav Výborný  | KDU-ČSL     | od 2 stycznia 1998               |